# Жаворонков, Владимир Дмитриевич
Влади́мир Дми́триевич Жа́воронков (род. 28 января 1942) — советский и российский математик и педагог. Доцент, кандидат физико-математических наук. Ректор Уральского государственного педагогического университета в 1994—2004 годах.

## Биография
Родился 28 января 1942 года в деревне Арляново Алнашского района Удмуртской АССР.
В 1961 году окончил школу. Трудился подземным такелажником шахты «Красносельская — 1». Проходил службу в рядах Советской армии.
В 1968 году окончил математический факультет Свердловского педагогического института (ныне — Уральский государственный педагогический университет).
В 1968—1974 года — на кафедре математического анализа СПИ: стажёр-исследователь, аспирант.
С 1974 года — на преподавательской работе: ассистент, старший преподаватель, доцент.
В 1979—1982 годах — декан математического факультета, в 1982—1986 годах — проректор по учебной работе, в 1987—1992 годах — заведующий кафедрой математического анализа, в 1992—1994 годах — первый проректор. В 1994—2004 годах — ректор Уральского государственного педагогического университета.
Автор трудов по теории функций и функциональному анализу в педагогике. Опубликовал более сорока работ. В 1975 году в Тартуском университете защитил кандидатскую диссертацию на тему «Поля эффективности линейных операторов». Научный руководитель — профессор, доктор физико-математических наук А. А. Меленцова.
Был членом коллегии Департамента образования Свердловской области.
Женат, в семье два сына.

## Награды
- Медаль «За трудовую доблесть» (1985)
- «Заслуженный работник высшей школы Российской Федерации»
- «Почётный работник высшего образования»[1]
- «Почётный работник науки и техники» (2012)